# Huawei P Smart
Huawei P Smart  — смартфон з лінійки Huawei P, який з'явився у продажу 2 лютого 2018 року. На українському ринку смартфон представлено 9 лютого 2018 року.

## Апаратне забезпечення
Смартфон побудований на базі восьмиядерного Huawei Kirin 659, (4х 2,36 ГГц, 4х 1,7 ГГц). Графічне ядро — Mali-T830. Пристрій отримав екран на IPS матриці з діагоналлю 5,65" і роздільною здатністю 2160x1080. Співвідношення сторін 18:9.
Внутрішня пам'ять складає 32 ГБ, ОЗУ — 3 ГБ. Незнімний акумулятор 3000 мА·год.
Особливістю смартфону стала подвійна камера 13 + 2 Мп та вмонтований чип NFC.

## Програмне забезпечення
Huawei P Smart працює на операційній системі Android 8.0 (Oreo) з графічною оболонкою EMUI 8.
Підтримує стандарти зв'язку: GSM 850/900/1800/1900 МГц, UMTS 900/2100 МГц, LTE: 1, 3, 7, 8, 20.
Бездротові інтерфейси: WiFi 802.11 b/g/n, Bluetooth 4.2, FM-радіо, NFC. Смартфон підтримує навігаційні системи: GPS, ГЛОНАСС, BeiDou.

## Синтетичні тести
Продуктивність смартфону тестувалась на бенчмарках Geekbench 4 та AnTuTu v7. Також було проведено тестування в кроссплатформенних тестах javascript (Octane 2.0, Mozilla Kraken JavaScript и SunSpider).
За даними Geekbench 4 продуктивність смартфону складає 941 бал в однопроцесорному режимі, 3733 балів в багатопроцесорному. В AnTuTu v7 смартфон отримав 88 287 одиниць.
За групою браузерних тестів Javascript телефон отримав 4747 одиниць в Octane 2.0, 1289 в SunSpider і 10341,8 в Mozilla Kraken JavaScript.